# Nicolas Berthelot
Nicolas Berthelot (n. 26 iulie 1964, Paris, Franța) este un trăgător de tir ce a reprezentat Franța, medaliat olimpic. A participat la o ediție a Jocurilor Olimpice (1988) în care a câștigat o medalie de argint.

## Participări
Lista de mai jos prezintă principalele competiții la care a participat Nicolas Berthelot de-a lungul carierei.
- shooting at the 1988 Summer Olympics – men's 10 metre air rifle[*]